# Lucas Villalba
Lucas Hernán Villalba (ur. 19 sierpnia 1994 we Florencio Varela) – argentyński piłkarz występujący na pozycji środkowego lub lewego obrońcy, od 2024 roku zawodnik brazylijskiego Cruzeiro.